# Рисоварка
- Многофункциональная рисоварка, мультиварка
- Простой вид рисоварки с режимами варки и подогрева

Рисова́рка — электрокастрюля для варки риса и некоторых других круп с функцией автоматического определения готовности и переключения в режим подогрева. Состоит из корпуса с крышкой и чаши, устанавливаемой в корпус на нагревательный элемент.

## История
Первые электрические рисоварки появились в 1940-х годах в Китае. В 1980-х они стали оснащаться устройством установки времени приготовления (таймером), а в 1990-х использоваться для различных блюд и видов готовки, в том числе как пароварки. Прибор широко распространён в странах, где рис является одним из основных продуктов питания — в Китае, Японии, Корее.
В России многофункциональные рисоварки получили название мультиварок. Появились они в 2009 году и к 2014 обрели большую популярность. В связи с распространением японских суши-роллов рисоварки начали использовать на предприятиях общепита по изготовлению этого блюда.

## Принцип действия
Рисоварка автоматически выключается и переходит в режим подогрева, когда в кастрюле заканчивается вся свободная жидкость при впитывании её рисом и выкипании, и дно чаши начинает нагреваться выше 100 °C. Этот момент определяется термодатчиком, расположенным в центре дна корпуса рисоварки и соприкасающимся с чашей.